# HD 203949
HD 203949 är en ensam stjärna i den mellersta delen av stjärnbilden Mikroskopet. Den har en kombinerad genomsnittlig skenbar magnitud av ca 5,62 och är svagt synlig för blotta ögat där ljusföroreningar ej förekommer. Baserat på parallax enligt Gaia Data Release 2 på ca 12,7 mas, beräknas den befinna sig på ett avstånd på ca 257 ljusår (ca 79 parsek) från solen. Den rör sig närmare solen med en heliocentrisk radialhastighet på ca -84 km/s.

## Egenskaper
HD 203949 är en orange till gul jättestjärna av spektralklass K2 III, som antingen ligger på den röda jättegrenen med fusion av väte i ett skal runt en heliumkärna, eller mer troligt en stjärna i röda klumpen, som för närvarande har fusion av helium i dess kärna. Den har en massa som är omkring en solmassor, en radie som är ca 10 solradier och har ca 43 gånger solens utstrålning av energi från dess fotosfär vid en effektiv temperatur av ca 4 600 K.
HD 203949 är berikad på tunga element i förhållande till solen, med en metallicitet ([Fe/H]) av 0,17 ± 0,07 dex. Som vanligt för röda jättar har den en ökad koncentration av natrium och aluminium jämfört med järn.
Återkommande undersökningar fram till 2019 har inte kunnat observera någon följeslagare runt HD 203949.

## Planetsystem
År 2014 upptäcktes med metoden för mätning av radiell hastighet en exoplanet som kretsar kring HD 203949. Planeten kan högst osannolikt ha överlevt det röda jättestadiet av stjärnutveckling på den nuvarande omloppsbanan. Den har sannolikt nyligen dragits in från en bredare omloppsbana.
Planetsystemets konfiguration är gynnsam för direkt avbildning av exoplaneter inom en nära framtid och ingår bland de tio lättaste målen som var kända 2018.
| Planet | Massa          | Halv storaxel (AE) | Siderisk omloppstid (d) | Excentricitet | Inklination | Radie |
| ------ | -------------- | ------------------ | ----------------------- | ------------- | ----------- | ----- |
| b      | ≥ 8,2 ± 0,2 MJ | 0,81 ± 0,03        | 184,2 ± 0,5             | 0,02 ± 0,03   | -           | -     |

Not: Planetens minsta massa bör justeras ned med 30 procent enligt Campante et al.